# 녹색 상황 (체코슬로바키아)
녹색 상황(독일어: Fall Grün, "Case Green")은 나치 독일의 체코슬로바키아에 대항한 공격 작전이었다. 이 계획은 1937년 처음 만들어진 이후 군사 상황과 요구 사항에 맞게 몇 번 변경되었다. 최종 버전은 1938년 9월 28일 체코슬로바키아를 공격한다는 계획이었다. 그러나, 영국과 프랑스가 체코슬로바키아를 위해 전쟁에 참여하지 않는다는 정치적 의사를 표명하면서 계획 실행이 연기된 이후 1938년 9월 30일 뮌헨 협정에 의해 완전 폐기되었다.
독일에게 주데텐란트가 양도된 이후, 체코슬로바키아는 체코슬로바키아 국경 요새(Czechoslovak border fortifications)의 대부분을 잃었으며 독일군에 대해 방어를 할 수 없었다. 1939년 3월 15일 독일의 체코슬로바키아 점령(작전명 슈되스트 작전) 이후 보헤미아와 모라비아를 합병했다. 또한, 독일은 슬로바키아 지역에 요제프 티소의 슬로바키아 공화국을 괴뢰국으로 독립시켰다.
이후 아일랜드 침공 작전명이 녹색 작전이라고 명명되었다.

## 같이 보기
- 황색 상황
- 적색 상황
- 백색 상황 (1939년)
- 녹색 작전 (아일랜드)
- 청색 상황
- 백색 상황 (1943년)
- 흑색 상황